# Butterfield Township (Missouri)
Pour les articles homonymes, voir Butterfield.
Butterfield Township est un township du comté de Barry dans le Missouri, aux États-Unis,. En 2000, le township comptait une population de 916 habitants. Il est baptisé en référence à un officiel du chemin de fer, nommé Fredrick Butterfield.

## Source de la traduction
- (en) Cet article est partiellement ou en totalité issu de l’article de Wikipédia en anglais intitulé « Butterfield Township, Barry County, Missouri » (voir la liste des auteurs).